# Veľopolie
Veľopolie es un municipio del distrito de Humenné en la región de Prešov, Eslovaquia, con una población estimada a final del año 2024 de 377 habitantes.
Se encuentra ubicado al sureste de la región, cerca de los ríos Cirocha y Laborec (cuenca hidrográfica del río Tisza) y de la frontera con la región de Košice.

## Demografía
| Año        | 1994 | 2004    | 2014     | 2024    |
| ---------- | ---- | ------- | -------- | ------- |
| Población  | 311  | 321     | 363      | 377     |
| Diferencia |      | +3,21 % | +13,08 % | +3,85 % |

| Año        | 2023 | 2024    |
| ---------- | ---- | ------- |
| Población  | 374  | 377     |
| Diferencia |      | +0,80 % |